# Jaktorów-Kolonia
Jaktorów-Kolonia is een plaats in het Poolse district  Grodziski (Mazovië), woiwodschap Mazovië. De plaats maakt deel uit van de gemeente Jaktorów en telt 600 inwoners.